# Cantón de Limoux
El Cantón de Limoux es una división administrativa francesa, situada en el departamento del Aude y la región Languedoc-Rosellón.

## Composición
El Cantón de Limoux agrupa 23 comunas:
- Ajac
- Alet-les-Bains
- La Bezole
- Bouriège
- Bourigeole
- Castelreng
- Cépie
- Cournanel
- La Digne-d'Amont
- La Digne-d'Aval
- Festes-et-Saint-André
- Gaja-et-Villedieu
- Limoux (capital)
- Loupia
- Magrie
- Malras
- Pauligne
- Pieusse
- Saint-Couat-du-Razès
- Saint-Martin-de-Villereglan
- Tourreilles
- Véraza
- Villelongue-d'Aude